# Општина Урзичени (Сату Маре)
Урзичени (рум. Urziceni) општина је у Румунији у округу Сату Маре.
Oпштина се налази на надморској висини од 120 m.